# الطفل الزعيم: العودة في السرير
The Boss Baby: Back in the Crib هو مسلسل تلفزيوني كوميدي أمريكي يُبث بواسطة الكمبيوتر، أنتجته DreamWorks Animation Television وطوره براندون سوير، عُرض لأول مرة في 19 مايو 2022. بينما كانت Back in Business متابعة لفيلم 2017، كانت السلسلة بمثابة متابعة لفيلم 2021 The Boss Baby: Family Business، استنادًا إلى كتب مارلا فرازي. عُرض الموسم الثاني لأول مرة في 13 أبريل 2023. سيصدر الموسم الثالث في عام 2023.